# A Lively Mind
A Lively Mind – drugi album studyjny angielskiego DJ-a i producenta muzycznego Paula Oakenfolda. Wydany 5 czerwca 2006 nakładem dwóch wytwórni płytowych: Maverick Records w Stanach Zjednoczonych oraz Perfecto Records w Wielkiej Brytanii.
Wydawnictwo promowane było utworem "Faster Kill Pussycat" z gościnnym udziałem amerykańskiej aktorki i piosenkarki Brittany Murphy do którego zrealizowano teledysk. Ponadto w nagraniach udział wzięli m.in. Pharrell Williams, Grandmaster Flash oraz Ryan Tedder – wokalista grupy muzycznej OneRepublic.

## Lista utworów
Źródło
1. "Faster Kill Pussycat" (feat. Brittany Murphy) – 3:14
2. "No Compromise" (feat. Spitfire) – 3:45
3. "Sex 'N' Money" (feat. Pharrell Williams) – 5:58
4. "Switch On" (feat. Ryan Tedder) – 4:05
5. "Amsterdam" – 5:40
6. "Set It Off" (feat. Grandmaster Flash) – 4:17
7. "The Way I Feel" (feat. Ryan Tedder) – 5:25
8. "Praise the Lord" – 4:13
9. "Save the Last Trance for Me" – 7:49
10. "Not Over" (feat. Ryan Tedder) – 8:50
11. "Vulnerable" (feat. Bad Apples) – 5:55
12. "Feed Your Mind" (feat. Spitfire) – 2:56